# Initiative de Bamako
L'initiative de Bamako correspond à une réforme de la gestion des systèmes de santé. Adoptée à la suite d'une réunion de ministres de la santé africains à Bamako au Mali, elle est mise en œuvre dans plusieurs pays en voie de développement, confrontés à des situations économiques difficiles, à partir de la fin des années 1980.

## Naissance de l'initiative et principes
Ce concept, né dans les années 1980, a été adopté à la suite d'une réunion de ministres de la santé africains à Bamako en 1987 (37e comité regional de l'OMS). Dans un contexte de pénurie, il prévoit un certain niveau de recouvrement des coûts (fixation de tarifs des prestations) et une participation communautaire avec création de comités de gestion. Dans plusieurs pays, il aboutit à la mise en place d'un certain nombre d'activités de soins (paquet minimum de soins) visant notamment à l'amélioration des soins de la mère et de l'enfant et le contrôle des endémies. Il concerne particulièrement la vaccination, l'offre de soins primaires, la vente de médicaments génériques (politique de médicaments essentiels, visant à en faciliter l'accès). Il traduit une volonté de décentralisation de la gestion des systèmes de santé publique et d'amélioration de la transparence (mouvement initié dans les années 1970, à la suite de la déclaration d'Alma Ata). La gratuité de certaines prestations est prévue comme, par exemple, la vaccination des enfants (plan élargi de vaccination) ou encore dans le domaine de la protection maternelle et infantile. L'éducation pour la santé joue un rôle important.

## Des effets positifs
Dans certains pays, on estime que l'initiative de Bamako a contribué à améliorer l'utilisation globale des services de santé primaires et le recours aux soins notamment de la part des femmes et des enfants. Elle a permis l'extension importante de la couverture vaccinale et la qualité des soins. Cependant il n'existe pas de lien évident entre l'amélioration de la qualité et le recouvrement des coûts. L'initiative a pu contribuer à l'amélioration de certains indicateurs dans le domaine de la santé publique mais des incertitudes persistent pour plusieurs régions, par manque d'études. Le problème de l'équité reste très controversé.

## Des effets négatifs ou controversés
Ils concernent les conséquences du recouvrement des coûts, ayant abouti, dans certaines régions, à la fin de la gratuité, parfois toute théorique, de prestations (de qualité souvent problématique). L'exonération pour les patients les plus démunis est prévue par la loi dans plusieurs pays, avec réattribution de fonds publics, mais sur le terrain, la question de l'accès aux structures de soins de ce type de patients reste largement posée. Un nombre important de patients indigents renonceraient ainsi aux soins mais les études manquent. Une diminution du taux d'utilisation des services semble avoir été observée dans certaines zones géographiques. De nombreux patients indigents ne seraient pas identifiés alors que l'existence de niveaux d'indigence semble bien réelle, y compris dans un contexte global de pauvreté important. Cette question de l'exclusion des soins des patients indigents est préoccupante. Le problème de l'efficacité du principe de participation communautaire est également soulevé. La place de la médecine traditionnelle devrait sans doute être mieux définie.

## Place de l'assurance sociale
Le recours à l'assurance sociale est souvent resté marginal en Afrique subsaharienne, dans un contexte d'économie essentiellement informelle. Des formules de micro-assurances ont vu le jour. L'obligation d'assurance a été mise en place, dans certains pays, pour le secteur formel, l'assurance restant volontaire pour le secteur informel et les prestations limitées. Plusieurs pays ont entériné le principe d'une assurance-maladie universelle (couverture universelle) mais celle-ci n'est souvent pas opérationnelle ou généralisée. Elle pose des problèmes de financement, difficiles à surmonter, représentant un défi pour de nombreux pays. La culture démocratique, ou son absence, ne sont probablement pas sans influence sur la manière de traiter les questions éthiques correspondantes.

## Perspectives
En 2000, l'Assemblée Générale des Nations unies a adopté d'ambitieux "Objectifs du Millénaire pour le Développement". Plusieurs d'entre eux concernent la santé publique mais les questions de financement restent cruciales. Récemment, une amélioration de la situation épidémiologique concernant le paludisme, qui reste cependant à confirmer, a été évoquée. Son explication n'est pas univoque. L'apport massif de financements internationaux semble rester la condition de telles avancées. Dans ce contexte, la diminution récente de l'aide publique au développement est préoccupante. Plus de 20 ans après sa naissance, le bilan de l'initiative de Bamako reste controversé, notamment autour des questions d'équité; des études d'évaluation sont nécessaires. Quant à la coopération internationale, elle n'avait pas été oubliée dans la Déclaration Universelle des Droits de l'Homme, dont nous rappelons l'article 22 en conclusion : "Toute personne, en tant que membre de la société, a droit à la sécurité sociale ; elle est fondée à obtenir la satisfaction des droits économiques, sociaux et culturels indispensables à sa dignité et au libre développement de sa personnalité, grâce à l'effort national et à la coopération internationale, compte tenu de l'organisation et des ressources de chaque pays".